# Gholam Hossein Ebtehaj
Gholam Hossein Ebtehaj fut maire de Téhéran. Il faisait partie avec Reza Afshar du groupe d'investisseur privé qui donna naissance à l'Iranian Airways ancêtre d'Iran Air. Il fut aussi simultanément directeur général d'Irantour et d'Iranian Airways jusqu'en 1949. Dans sa jeunesse, Ebtehaj fut éduqué en France, au Liban et en Iran.